# Everywhere (Fleetwood Mac)
"Everywhere" is een nummer van de Brits/Amerikaanse band Fleetwood Mac. Het nummer is afkomstig van het album Tango in the Night uit 1987 en werd in november 1987 eerst in het Verenigd Koninkrijk en Ierland op single uitgebracht. In maart 1988 volgden Europa, de Verenigde Staten, Canada, Oceanië en Zuid-Afrika.

## Achtergrond
De plaat werd in een groot aantal landen een hit. In de VS werd de 14e positie behaald in de Billboard Hot 100, in Canada werd de 29e positie bereikt, Australië de 45e, Nieuw-Zeeland de 43e, Zuid-Afrika de 13e, de Eurochart Hot 100 de 9e, Ierland de 2e en in het Verenigd Koninkrijk de 4e positie in de UK Singles Chart.
In Nederland was de plaat op donderdag 17 maart 1988 TROS Paradeplaat op de befaamde TROS donderdag op Radio 3 en werd een grote hit in de destijds twee hitlijsten op de nationale publieke popzender. De plaat bereikte de 3e positie in de Nederlandse Top 40 en de 4e positie in de Nationale Hitparade Top 100.
In België bereikte de plaat de nummer 1-positie in zowel de voorloper van de Vlaamse Ultratop 50 als de Vlaamse Radio 2 Top 30. In Wallonië werd géén notering behaald.
Sinds de editie van december 2000 staat de plaat onafgebroken genoteerd in de jaarlijkse NPO Radio 2 Top 2000 van de Nederlandse publieke radiozender NPO Radio 2, met als hoogste notering een 167e positie in 2022.

## Musici
- Lindsey Buckingham – gitaar, achtergrondzang
- Mick Fleetwood – drums
- Christine McVie – toetsinstrumenten, zang
- John McVie – basgitaar
- Stevie Nicks – achtergrondzang

## Hitnoteringen

### Nederlandse Top 40
| "Everywhere" in de Nederlandse Top 40 - binnen 09-04-1988 | "Everywhere" in de Nederlandse Top 40 - binnen 09-04-1988 | "Everywhere" in de Nederlandse Top 40 - binnen 09-04-1988 | "Everywhere" in de Nederlandse Top 40 - binnen 09-04-1988 | "Everywhere" in de Nederlandse Top 40 - binnen 09-04-1988 | "Everywhere" in de Nederlandse Top 40 - binnen 09-04-1988 | "Everywhere" in de Nederlandse Top 40 - binnen 09-04-1988 | "Everywhere" in de Nederlandse Top 40 - binnen 09-04-1988 | "Everywhere" in de Nederlandse Top 40 - binnen 09-04-1988 | "Everywhere" in de Nederlandse Top 40 - binnen 09-04-1988 | "Everywhere" in de Nederlandse Top 40 - binnen 09-04-1988 | "Everywhere" in de Nederlandse Top 40 - binnen 09-04-1988 | "Everywhere" in de Nederlandse Top 40 - binnen 09-04-1988 | "Everywhere" in de Nederlandse Top 40 - binnen 09-04-1988 | "Everywhere" in de Nederlandse Top 40 - binnen 09-04-1988 | "Everywhere" in de Nederlandse Top 40 - binnen 09-04-1988 |
| Week                                                      | 1                                                         | 2                                                         | 3                                                         | 4                                                         | 5                                                         | 6                                                         | 7                                                         | 8                                                         | 9                                                         | 10                                                        | 11                                                        | 12                                                        | 13                                                        | 14                                                        |                                                           |
| --------------------------------------------------------- | --------------------------------------------------------- | --------------------------------------------------------- | --------------------------------------------------------- | --------------------------------------------------------- | --------------------------------------------------------- | --------------------------------------------------------- | --------------------------------------------------------- | --------------------------------------------------------- | --------------------------------------------------------- | --------------------------------------------------------- | --------------------------------------------------------- | --------------------------------------------------------- | --------------------------------------------------------- | --------------------------------------------------------- | --------------------------------------------------------- |
| Positie                                                   | 30                                                        | 19                                                        | 11                                                        | 7                                                         | 5                                                         | 4                                                         | 3                                                         | 3                                                         | 3                                                         | 3                                                         | 6                                                         | 12                                                        | 21                                                        | 34                                                        | uit                                                       |

### Nationale Hitparade Top 100
| "Everywhere" in de Nationale Hitparade Top 100 - binnen: 02-04-1988 | "Everywhere" in de Nationale Hitparade Top 100 - binnen: 02-04-1988 | "Everywhere" in de Nationale Hitparade Top 100 - binnen: 02-04-1988 | "Everywhere" in de Nationale Hitparade Top 100 - binnen: 02-04-1988 | "Everywhere" in de Nationale Hitparade Top 100 - binnen: 02-04-1988 | "Everywhere" in de Nationale Hitparade Top 100 - binnen: 02-04-1988 | "Everywhere" in de Nationale Hitparade Top 100 - binnen: 02-04-1988 | "Everywhere" in de Nationale Hitparade Top 100 - binnen: 02-04-1988 | "Everywhere" in de Nationale Hitparade Top 100 - binnen: 02-04-1988 | "Everywhere" in de Nationale Hitparade Top 100 - binnen: 02-04-1988 | "Everywhere" in de Nationale Hitparade Top 100 - binnen: 02-04-1988 | "Everywhere" in de Nationale Hitparade Top 100 - binnen: 02-04-1988 | "Everywhere" in de Nationale Hitparade Top 100 - binnen: 02-04-1988 | "Everywhere" in de Nationale Hitparade Top 100 - binnen: 02-04-1988 | "Everywhere" in de Nationale Hitparade Top 100 - binnen: 02-04-1988 | "Everywhere" in de Nationale Hitparade Top 100 - binnen: 02-04-1988 | "Everywhere" in de Nationale Hitparade Top 100 - binnen: 02-04-1988 | "Everywhere" in de Nationale Hitparade Top 100 - binnen: 02-04-1988 | "Everywhere" in de Nationale Hitparade Top 100 - binnen: 02-04-1988 | "Everywhere" in de Nationale Hitparade Top 100 - binnen: 02-04-1988 | "Everywhere" in de Nationale Hitparade Top 100 - binnen: 02-04-1988 | "Everywhere" in de Nationale Hitparade Top 100 - binnen: 02-04-1988 | "Everywhere" in de Nationale Hitparade Top 100 - binnen: 02-04-1988 |
| Week                                                                | 1                                                                   | 2                                                                   | 3                                                                   | 4                                                                   | 5                                                                   | 6                                                                   | 7                                                                   | 8                                                                   | 9                                                                   | 10                                                                  | 11                                                                  | 12                                                                  | 13                                                                  | 14                                                                  | 15                                                                  | 16                                                                  | 17                                                                  | 18                                                                  | 19                                                                  | 20                                                                  | 21                                                                  |                                                                     |
| ------------------------------------------------------------------- | ------------------------------------------------------------------- | ------------------------------------------------------------------- | ------------------------------------------------------------------- | ------------------------------------------------------------------- | ------------------------------------------------------------------- | ------------------------------------------------------------------- | ------------------------------------------------------------------- | ------------------------------------------------------------------- | ------------------------------------------------------------------- | ------------------------------------------------------------------- | ------------------------------------------------------------------- | ------------------------------------------------------------------- | ------------------------------------------------------------------- | ------------------------------------------------------------------- | ------------------------------------------------------------------- | ------------------------------------------------------------------- | ------------------------------------------------------------------- | ------------------------------------------------------------------- | ------------------------------------------------------------------- | ------------------------------------------------------------------- | ------------------------------------------------------------------- | ------------------------------------------------------------------- |
| Positie                                                             | 67                                                                  | 41                                                                  | 15                                                                  | 9                                                                   | 6                                                                   | 4                                                                   | 4                                                                   | 6                                                                   | 6                                                                   | 6                                                                   | 6                                                                   | 6                                                                   | 8                                                                   | 19                                                                  | 31                                                                  | 37                                                                  | 42                                                                  | 55                                                                  | 75                                                                  | 78                                                                  | 93                                                                  | uit                                                                 |

### NPO Radio 2 Top 2000
| Nummer met noteringen in de NPO Radio 2 Top 2000 | '00  | '01 | '02  | '03  | '04  | '05  | '06  | '07  | '08  | '09  | '10  | '11  | '12  | '13 | '14 | '15 | '16 | '17 | '18 | '19 | '20 | '21 | '22 | '23 | '24 |
| ------------------------------------------------ | ---- | --- | ---- | ---- | ---- | ---- | ---- | ---- | ---- | ---- | ---- | ---- | ---- | --- | --- | --- | --- | --- | --- | --- | --- | --- | --- | --- | --- |
| Everywhere                                       | 1097 | 866 | 1144 | 1180 | 1180 | 1426 | 1542 | 1722 | 1410 | 1399 | 1411 | 1310 | 1228 | 854 | 861 | 877 | 794 | 674 | 468 | 442 | 359 | 295 | 167 | 242 | 262 |

1. ↑  Een vetgedrukt getal geeft de hoogste notering aan.
2. ↑  2000 was het eerste jaar met een notering voor dit nummer.

## Versie Niall Horan en Anne-Marie
In november 2021 brachten de Ierse zanger Niall Horan en Engelse zangeres Anne-Marie een eigen versie uit van het nummer voor Children in Need van BBC. Het behaalde de Nederlandse en Vlaamse hitlijsten niet.

## VersieSophie Straat
Op 12 november 2021 bracht Sophie Straat een Nederlandstalige bewerking uit met de titel "Wat is het kut om agent te zijn". Het nummer haalde de hitlijsten niet.